# Stazione di Pietrabissara
La stazione di Pietrabissara è una fermata ferroviaria posta lungo la linea Torino-Genova, al servizio di Pietrabissara, frazione del comune di Isola del Cantone.

## Storia
L'attuale stazione è stata aperta al pubblico nel 1977 rendendo la vecchia stazione, attiva dal 1853 e distante poche centinaia di metri, fuori servizio.
Lo spostamento della stazione è stata decisa a fronte di alcuni episodi di cronaca nera dovuti alle precarie condizioni di sicurezza in cui versava la parte terminale dei marciapiedi lato Genova. Infatti, scendendo dal treno, una o più persone (il dato non è chiaro) sono precipitate dal ponte nel punto terminale della vecchia stazione, anche causato dalla poca illuminazione presente nelle ore serali/notturne.

## Movimento
La fermata è servita da treni regionali effettuati da Trenitalia nell'ambito del contratto di servizio stipulato con la Regione Liguria.